# Rugby 7 en los Juegos de la Mancomunidad
El rugby 7 en los Juegos de la Mancomunidad se disputan desde 1998 en la rama masculina y a partir de 2018 en la rama femenina. 
A partir de 2010 se lo considera un deporte principal, por lo que su presencia está garantizada en cada edición.
La selección de Nueva Zelanda ha dominado el torneo, logrando cinco oros de manera invicta y una plata. El torneo cuenta con la participación de otras selecciones destacadas internacionalmente como Sudáfrica, Australia, Fiji, Samoa e Inglaterra.
En la edición 2018 de los juegos se incorporó la modalidad femenina en el torneo. 

## Palmarés

### Masculino
| Edición           | Oro             | Plata           | Bronce          |
| ----------------- | --------------- | --------------- | --------------- |
| Kuala Lumpur 1998 | Nueva Zelanda   | Fiyi            | Australia       |
| Manchester 2002   | Nueva Zelanda   | Fiyi            | Sudáfrica       |
| Melbourne 2006    | Nueva Zelanda   | Inglaterra      | Fiyi            |
| Delhi 2010        | Nueva Zelanda   | Australia       | Sudáfrica       |
| Glasgow 2014      | Sudáfrica       | Nueva Zelanda   | Australia       |
| Gold Coast 2018   | Nueva Zelanda   | Fiyi            | Inglaterra      |
| Birmingham 2022   | Sudáfrica       | Fiyi            | Nueva Zelanda   |
| Glasgow 2026      | No se disputará | No se disputará | No se disputará |

### Femenino
| Edición         | Oro             | Plata           | Bronce          |
| --------------- | --------------- | --------------- | --------------- |
| Gold Coast 2018 | Nueva Zelanda   | Australia       | Inglaterra      |
| Birmingham 2022 | Australia       | Fiyi            | Nueva Zelanda   |
| Glasgow 2026    | No se disputará | No se disputará | No se disputará |